# Jaroszewice
Jaroszewice – wieś w Polsce położona w województwie lubelskim, w powiecie lubelskim, w gminie Bełżyce. 
| SIMC    | Nazwa               | Rodzaj  |
| ------- | ------------------- | ------- |
| 0378595 | Jaroszewice-Kolonia | kolonia |

W latach 1975–1998 miejscowość administracyjnie należała do ówczesnego województwa lubelskiego.
Wieś stanowi sołectwo gminy Bełżyce. Według Narodowego Spisu Powszechnego z roku 2011 wieś liczyła 421 mieszkańców.
Wierni Kościoła rzymskokatolickiego należą do parafii Nawrócenia św. Pawła Apostoła w Bełżycach.

## Położenie
Jaroszewice są położone w środkowo-zachodniej części Równiny Bełżyckiej, pomiędzy miastem Bełżyce (od zachodu) a wsią Babin od wschodu. Przez wieś przepływa rzeka Krężniczanka. Od stolicy województwa lubelskiego Lublina jest oddalona o 26 km.

## Historia
Pierwsze dokumenty wspominające o miejscowości pochodzą z 1409 roku i nazywają wieś „Jaroschowicze”. Wówczas jej właścicielami byli Dziersław, Jachna i Katarzyna. Później, bo w 1417 r. dołączyli do nich Chwalisław Grad, Paweł, Jurek i Michał. W latach 1438–1493 należała do klucza Bełżyce. Od 1443 r. do 1465 r. była własnością Stanisława syna Dobka z Jaroszewic (szlachcica, sługi Jana Pileckiego z Bełżyc). W 1447 nazwa wsi była zapisywana jako „Jaroszowicze”, a w 1543 już „Jaroszowice”. W późniejszym okresie wykształciła się obecna nazwa, poprzez zmianę drugiej samogłoski „o” na „e”.
Według rejestru podatkowego z lat 1531-1533 właścicielami Jaroszewic byli: Chrzanowski herbu Nowina, Anna Kolankowa, Jan Kolanko, Andrzej Matczyński herbu Jastrzębiec, Makowski, Krzysztof Ulatowski. Kolejny właściciel wsi, Andrzej Poniatowski zbudował przed rokiem 1647 dwór murowany z alkierzem, o 2 szczytach, ogrodzony płotem. Od 1659 r. właścicielem miejscowości był Jan Poniatowski, a od 1676 r. Jan Kotlewski i Marcin Górski. Później byli nimi Andrzej i Jan Jaroszewscy. W XIX w. Jaroszewice wchodziły w skład dóbr babińskich i stanowiły własność rodu Zarańskich. W 1905 r. rolnicy z tamtejszego folwarku zorganizowali strajk, który przybrał tak ostre formy, że władze carskie w dniach 28–29 marca 1905 r. poddały wieś represjom w wykonaniu oddziału Kozaków. Folwark funkcjonował do końca I wojny światowej. W okresie międzywojennym był tu wiatrak J. Nagnajewicza. W czasie okupacji wieś wystawiła 4 drużynę w plutonie AK “Heliodora”, którą dowodził plut. Henryk Butrym ps. Kogut. W 1989r. mieszkający w Jaroszewicach Karolina, Stanisław i Marianna Chec otrzymali odznaczenie Sprawiedliwy wśród Narodów Świata. Po roku 1990 doprowadzono tu gazociąg i linię telefoniczną.

## Zmiany liczby ludności
- 1827 – 123[13]
- 1947 – 507[13]
- 2002 – 434[13]
- 2007 – 390[14]
- 2009 – 409[15]

## Zabudowa
Wieś posiada cechy typowej ulicówki.
W Jaroszewicach znajduje się zespół dworsko-parkowy z 2. połowy XIX wieku, w skład którego wchodzą:
- dwór drewniany zbudowany w połowie XIX wieku przez ród Zarańskich, obecnie własność W. Kucharskiego,
- pozostałości parku krajobrazowego ze stawem z 2. połowy XIX wieku.

Zespół dworsko-parkowy jest zabytkiem nierejestrowanym.

## Edukacja
Do końca lat 80. XX w. w miejscowości była szkoła podstawowa, ale została zlikwidowana, a budynek został zakupiony przez prywatnego właściciela. Obecnie dzieci z Jaroszewic chodzą do Zespołu Szkół nr 1 im. Jana Pawła II w Bełżycach lub do Szkoły Podstawowej w Babinie, później kontynuując naukę w Gimnazjum nr 1 w Bełżycach.

## Urodzeni w Jaroszewicach
W Jaroszewicach urodzili się:
- Lucjan Malinowski (1839-1898) – językoznawca,
- Roman Bartoszcze (1946-2015) – polski polityk, pierwszy prezes PSL, poseł na Sejm X i I kadencji.
- Piotr Bartoszcze (1950-1984) – jeden z przywódców NSZZ Rolników Indywidualnych Solidarność, rolnik ze Sławęcina.